# Poniatowa
Poniatowa ist eine Stadt im Powiat Opolski der Woiwodschaft Lublin in Polen. Sie ist Sitz der gleichnamigen Stadt-und-Land-Gemeinde.

## Geographie
Der Ort liegt im Südosten Polens etwa zehn Kilometer nordöstlich von Opole Lubelskie.

## Geschichte
Die Stadt Poniatowa wurde 1937 an der Stelle eines gleichnamigen Dorfes errichtet. Keimzelle der Stadt war das im Rahmen des Vierjahresplans „Centralny Okręg Przemysłowy“ errichtete Tele- und Radiotechnikwerk, und schon 1938 erhielt Poniatowa durch Bau einer Zweigstrecke der schmalspurigen Nałęczowska Kolej Dojazdowa von Rozalin aus Anschluss ans Eisenbahnnetz. 
Während des Zweiten Weltkriegs und der deutschen Besatzung wurde das Werksgelände ab 1941 als Lager für sowjetische Kriegsgefangene benutzt. Ab 1942 diente es als Arbeitslager für Juden, und allein im April 1943 wurden etwa 15.000 Juden aus dem Warschauer Ghetto nach Poniatowa deportiert. Nahezu alle Insassen wurden am 4. November 1943 im Rahmen der „Aktion Erntefest“ ermordet.
Nach Kriegsende wurde das Werk von 1949 bis 1952 wieder in Betrieb genommen und produzierte fortan Teile für Haushaltsgeräte. Im Zusammenhang damit dehnte die Stadt sich weiter in nördlicher Richtung aus, und das Werk, zuletzt Teil des Haushaltsgeräte-Kombinats PREDOM, beschäftigte dabei zuzeiten bis zu 5000 Mitarbeiter. 1998 wurde das Werk geschlossen.

## Gemeinde
Zur Stadt-und-Land-Gemeinde gehören neben der Stadt Poniatowa weitere Ortschaften mit Schulzenämtern.

### Städte-/Gemeindepartnerschaften
- Groß-Siegharts (Österreich)